# Westendtower
La Westendtower (anche Westendstraße 1 o Kronenhochhaus) è un grattacielo situato a Francoforte sul Meno in Germania. 
Con un'altezza di 208 m, 53 piani e 80.000 metri quadrati di spazio per uffici, ospita il Centro direzionale della DZ Bank. È stata progettata da Kohn Pedersen Fox.